# باتريك فيليرز فارو
باتريك فيليرز فارو (بالإنجليزية: Patrick Villiers Farrow)‏ هو نحات أمريكي، ولد في 27 نوفمبر 1942 في لوس أنجلوس في الولايات المتحدة، وتوفي في 15 يونيو 2009 في كاسلتون في الولايات المتحدة.